# Bunium crassifolium
Bunium crassifolium är en flockblommig växtart som beskrevs av Jules Aimé Battandier. Bunium crassifolium ingår i släktet jordkastanjer, och familjen flockblommiga växter. Inga underarter finns listade i Catalogue of Life.